# Sul América Futebol Clube
O Sul América Futebol Clube é um clube de futebol brasileiro com sede em Conceição da Barra no estado do Espírito Santo. Manda seus jogos no Estádio Gastão Knoch.

## História
O clube participou da Segunda Divisão do Campeonato Capixaba em 2005, 2006 e 2008.
Em 2018 o clube chegou a tentar entrar na disputa da Segunda Divisão Capixaba daquele ano mas sem sucesso.
O clube atualmente disputa campeonatos amadores e de categoria de base.